# Ceaușești
Ceaușești – wieś w Rumunii, w okręgu Ardżesz, w gminie Oarja. W 2011 roku liczyła 607 mieszkańców.